# 女神异闻录3 剧场版
《女神异闻录3 剧场版》（劇場版「ペルソナ3」）是改编自游戏《女神异闻录3》的日本动画电影系列。以《PERSONA3 THE MOVIE》作爲標題，分作四部。第一作《#1 Spring of Birth》在2013年11月23日上映。第二作《#2 Midsummer Knight's Dream》在2014年6月7日上映。第三作《#3 Falling Down》在2015年4月4日上映。第四作《#4 Winter of Rebirth》在2016年1月23日上映。
在2012年6月舉行《女神異聞錄4》電視動畫《Persona 4 the ANIMATION》的活動上映結束後、正式宣佈本作。最開始宣佈時官方給出的情報只有Twitter用戶名。阪神電鉄和神戸新交通也發行了本作的紀念車票。男性主人公的名字設定爲結城理。
《#1 Spring of Birth》在全日本26座電影院進行小型放映、2013年11月23日、24日兩天内收入6,091万2,300円，觀看次數3万9,963人，在「興行通信社」的調查排行榜中獲得第七位、在放映館数小於30館以下的作品的迷你放映排行中則獲得了第一、在「ぴあ映画生活」進行的調查排行榜中也獲得了第三位。
2015年3月27日正午開始至4月3日正午，第一作約65分、第二作約61分的重新編輯版在niconico、萬代頻道、GYAO!、dアニメストア等平臺放送。

## 製作人員
- 原作 - 「女神異聞錄3」（ATLUS）
- 導演 - 秋田谷典昭（#1）、田口智久（#2、#4）、元永慶太郎（#3）
- 脚本 - 熊谷純
- 監修 - 岸誠二
- 角色原案 - 副島成記
- 角色設計、動畫導演（#1、#2） - 渡部圭祐
- 剪輯- 田中良（#1、#2）、諸貫哲朗（#2）
- 人格面具設計 - 秋恭摩
- 道具設計- 常木志伸
- 色彩設計 - 合田沙織
- 美術設定 - 青木薫
- 美術監督 - 小濱俊裕（#1、#2）→甲斐政俊（#3）→谷岡善王（#4）
- 數字合成 - 今泉秀樹（#1 - #3）→高津純平（#4）
- 視覺設計- 高津純平
- 編集 - 櫻井崇
- 音楽 - 目黑将司、小林哲也（#2 - #4）
- 音響監督 - 飯田里樹
- 音響効果 - 奥田維城
- 製作人- 足立和紀、田中良和、細川修（#1）→小岐須泰世（#2 - #4）、津川明倫、金庭こず恵
- 動畫製作人 - 櫻井崇（#1、#2）→辻俊一（#3、#4）、林健一（#2、#3）
- 動畫制作 - AIC ASTA（#1）→A-1 Pictures（#2 - #4）
- 製作 - 劇場版「女神異聞錄3」製作委員会（Aniplex、ATLUS、博報堂DY媒體集團、讀賣廣告社、movic）
- 音樂製作、發行 - Aniplex

## 主題歌
- 『#1 Spring of Birth』
  - OP「Burn My Dread -Spring of Birth Ver.-」
  - 作詞 - 小森成雄、小森祥弘 / 作・編曲 - 目黒将司 / 歌 - 川村ゆみ
  - 主題曲「More Than One Heart」
  - 作詞 - Benjamin Franklin / 作・編曲 - 目黒将司 / 歌 - 川村ゆみ
- 『#2 Midsummer Knight's Dream』
  - 主題曲「Fate is In Our Hands」
  - 作詞・歌 - Lotus Juice / 作・編曲 - 目黒将司
  - ED「One Hand, One Heartbeat」
  - 作詞 - Benjamin Franklin / 作・編曲 - 小林哲也 / 歌 - 川村ゆみ
- 『#3 Falling Down』
  - 主題曲「Light in Starless Sky」
  - 作詞 - Lotus Juice / 作・編曲 - 目黒将司 / 歌 - 川村ゆみ & Lotus Juice
- 『#4 Winter of Rebirth』
  - 主題曲「僕の証」
  - 作詞 - 田中裕一郎 / 作・編曲 - 目黒将司 / 歌 - 川村ゆみ
  - ED「キミの記憶」
  - 作詞 - 小森成雄 / 作・編曲 - 目黒将司 / 歌 - 川村ゆみ

## 各章列表
| 章 | 副標題                   | 導演       | 分鏡                | 演出                                | 作画監督                                                                                                | 總作画監督                            | 上映日         |
| -- | ------------------------ | ---------- | ------------------- | ----------------------------------- | --- | ------------------------------------- | -------------- |
| #1 | Spring of Birth          | 秋田谷典昭 | 田口智久 福島利規   | 笹原嘉文 福島利規                   | 小磯沙矢香、吉田優子 福島勇、石川智美 澤田美香、志賀道憲 草間英興、谷拓也 門智昭、安留雅弥 片山敬介     | 朝来昭子 高橋瑞香                     | 2013年11月23日 |
| #2 | Midsummer Knight's Dream | 田口智久   | 田口智久            | 笹原嘉文 小坂春女 福島利規 小林孝志 | 石川智美、石丸賢一 丸山修二、大塚八愛 松田芳明、松岡秀明 Cindy H. Yamauchi、安留雅弥 山内則康、志賀道憲 | 石川智美 大塚八愛 Cindy H. Yamauchi   | 2014年6月7日   |
| #3 | Falling Down             | 元永慶太郎 | 元永慶太郎 岩畑剛一 | 元永慶太郎 江口大輔                 | 大塚八愛、小林利充 山田裕子、小倉寛之 高原修司、吉田優子 熊田明子、安留雅弥                             | 石川智美 大塚八愛 山田裕子 長谷川亨雄 | 2015年4月4日   |
| #4 | Winter of Rebirth        | 田口智久   | 田口智久            | 田口智久 笹原嘉文 江口大輔          | 立川聖治、安留雅弥 熊田明子、宇佐美皓一 舛田裕美、小林利充 坪山圭一                                     | 大塚八愛 吉田優子 山田裕子 石川智美   | 2016年1月23日  |